# Bartramia marchica
Bartramia marchica là một loài rêu trong họ Bartramiaceae. Loài này được Hedw. Sw. mô tả khoa học đầu tiên năm 1801.